# شاه م. فاروکه
شاه محمد فاروکه (انگلیسی: Shah M. Faruque؛ زادهٔ ۱۹۵۶ (۶۸–۶۹ سال)) دانشمند اهل بنگلادش و از دانش‌آموختگان دانشگاه داکا است. استاد دانشکده علوم زندگی در دانشگاه مستقل بنگلادش (IUB) است. وی به دلیل تحقیقات خود در ویبریو وبا، باکتری که باعث بیماری اسهال وبا شده می‌شود، بسیار شناخته شده‌است.

## زندگی
شاه محمد فاروک در سال ۱۹۵۶ در منطقه جسور، بنگلادش متولد شد. فاروک مدرک کارشناسی خود و کارشناسی ارشد را از گروه بیوشیمی، دانشگاه داکا به ترتیب در سال ۱۹۷۸ و ۱۹۷۹ دریافت کرد. وی دکترای خود را در سال ۱۹۸۸ از دانشگاه ریدینگ، در انگلستان به دست آورد. 

## حرفه
وی مدیر مرکز ژنتیک در مرکز بین‌المللی تحقیقات بیماری اسهال، بنگلادش (ICDDR , B) و سابقاً مدیر مرکز مواد غذایی و آب بوده است. فاروک بخاطر کار خود در زمینه ژنتیک مولکولی، اپیدمیولوژی و اکولوژی پاتوژن وبا، و باکتریوفاژهای آن به خوبی شناخته شده‌است.
فاروک عضو TWAS، آکادمی جهانی علوم و همچنین عضو آکادمی علوم بنگلادش است. وی عضو انجمن بین‌المللی بیماریهای عفونی، ISID و عضو مؤسس انجمن زیست شناسان ویبریو، AViB است.